# TV-teater i Sverige – Spelåret 1960/61

## Spelåret 1960/61. Den tredje TV-teaterensemblen
Ensemblens medlemmar från vänster:
Torsten Lilliecrona, Halvar Björk, Kurt-Olof Sundström, Birger Malmsten, regissör Hans Abramson, regissör Bengt Lagerkvist, John Elfström, Ulla Sjöblom, Isa Quensel, Lars Lind, Tor Isedal, Mona Malm, Claes Thelander, Doris Svedlund, Margaretha Krook, TV-teaterchefen Henrik Dyfverman och Helena Reuterblad.
Engagerade var dessutom Barbro Hiort af Ornäs, Gunnel Lindblom, Erik Berglund, Åke Grönberg och Per Myrberg.
| Titel                         | Datum      | Manus                 | Regissör                         | I rollerna (urval)                               | Övrigt                                                                |
| ----------------------------- | ---------- | --------------------- | -------------------------------- | ------------------------------------------------ | --------------------------------------------------------------------- |
| Ett leende triumftåg          | 1960-09-15 | Olle Hedberg          | Bengt Ekrot                      | Helena Brodin, Olof Molander m.fl.               | Ur Djur i bur                                                         |
| Våld                          | 1960-09-23 | Vilhelm Moberg        | Hans Abramson                    | Isa Quensel m.fl.                                | Äktenskapsdrama                                                       |
| Den respektfulla skökan       | 1960-10-07 | Jean-Paul Sartre      | Hans Abramson                    | Gunnel Lindblom, Jimmy Woode m.fl.               | Orig:titel: La putain respectueuse                                    |
| Diana går på jakt             | 1960-10-14 | Terence Rattigan      | Jan Molander                     | Gio Petré, Doris Svedlund m.fl.                  | Komedi. Orig:titel: French without tears                              |
| Aniara                        | 1960-10-23 | Karl-Birger Blomdahl  | Producent: Arne Arnbom           | Margareta Hallin, Elisabeth Söderström m.fl.     | Opera efter Harry Martinsons versepos i bearbetning av Erik Lindegren |
| Ett glas vatten               | 1960-11-04 | Eugéne Scribe         | Gustaf Molander                  | Gunnel Lindblom, Ulla Sjöblom m.fl.              | Komedi i fem akter. Orig:titel: Un verre d'eau                        |
| Benjamin                      | 1960-11-11 | Erland Josephson      | Hans Abramson                    | Halvar Björk, Lars Lind m.fl.                    | TV-pjäs                                                               |
| Prinsen                       | 1960-12-02 | Walentin Chorell      | Ralf Långbacka                   | Halvar Björk                                     | Monolog                                                               |
| Fröken Rosita                 | 1960-12-09 | Federico García Lorca | Bengt Lagerkvist                 | Ulla Sjöblom, John Elfström m.fl.                | Pjäs. Orig:titel: Doña Rosita                                         |
| Sax appeal                    | 1960-12-23 |                       | Musikalisk ledare: Nils Lindberg | Viveka Ljung, Dorrit Rhodin m.fl.                | Ett balettprogram                                                     |
| En löskekarl                  | 1960-12-24 | Vilhelm Moberg        | Rolf Husberg                     | Torsten Lilliecrona, Doris Svedlund m.fl.        | Pjäs                                                                  |
| Björnen                       | 1960-12-31 | Anton Tjechov         | Hans Abramson                    | Barbro Hiort af Ornäs, Torsten Lilliecrona m.fl. | Humoresk. Orig:titel: Медведь                                         |
| Swedenhielms                  | 1961-01-01 | Hjalmar Bergman       | Henrik Dyfverman                 | Edvin Adolphson, Claes Thelander m.fl.           | Komedi                                                                |
| Nej                           | 1961-01-05 | Johan Ludvig Heiberg  | Bengt Lagerkvist                 | Gunnar Olsson, Lena Söderblom m.fl.              | Vådevill. Orig.Titel: Nei                                             |
| Vildanden                     | 1961-01-27 | Henrik Ibsen          | Bengt Lagerkvist                 | Erik Berglund, Birger Malmsten m.fl.             | Orig:titel: Vildanden                                                 |
| Bröllopet på Seine            | 1961-02-17 | Marcel Achard         | Josef Halfen                     | Åke Grönberg, Gunnel Lindblom m.fl.              | Komedi. Orig:titel: La belle marinière                                |
| I sista minuten               | 1961-03-10 | Aldo de Benedetti     | Frank Sundström                  | Signe Hasso, Sigrid Lindström m.fl.              | Komedi. Orig:titel: Gli ultimi cinque minuti                          |
| Eurydike                      | 1961-03-17 | Jean Anouilh          | Lars-Levi Læstadius              | Per Myrberg, Erik Berglund m.fl.                 | Pjäs. Orig:titel: Euridice                                            |
| Katten och kanariefågeln      | 1961-03-24 | John Willard          | Jan Molander                     | Claes Thelander, Märta Dorff m.fl.               | Kriminalpjäs. Orig:titel: The cat and the canary                      |
| Bibliska bilder               | 1961-03-31 | Ivo Cramér            | Dirigent: Lennart Hedwall        | Olof Widgren, Tyyne Talvo m.fl.                  | Dansspel i sju scener                                                 |
| Ur Peer Gynt                  | 1961-04-02 | Henrik Ibsen          |                                  | Kolbjörn Knudsen                                 | Dramatisk uppläsning. Orig:titel: Peer Gynt                           |
| Dacke                         | 1961-04-28 | Bengt Anderberg       | Bengt Lagerkvist                 | Tor Isedal, John Elfström m.fl.                  | TV-pjäs                                                               |
| Ett resande teatersällskap    | 1961-05-19 | August Blanche        | Josef Halfen                     | Åke Grönberg, Hilding Gavle m.fl.                | Fars med körer och kupletter                                          |
| Han som fick leva om sitt liv | 1961-05-23 | Pär Lagerkvist        | Olof Molander                    | Olof Widgren, Birgitta Valberg m.fl.             | Skådespel                                                             |
| Frisöndag                     | 1961-05-28 | Leck Fischer          | Gustaf Molander                  | Torsten Lilliecrona, Margareta Krook m.fl.       | Pjäs. Orig:titel: Frisøndag                                           |
| Drottningar av Frankrike      | 1961-06-09 | Thornton Wilder       | Josef Halfen                     | Gunnel Lindblom, Olof Thunberg m.fl.             | Liten komedi. Orig:titel: Queens of France                            |